# Mathieu van der Poel
Mathieu van der Poel (Kapellen, Bélgica, 19 de enero de 1995) es un deportista neerlandés que compite en ciclismo en las modalidades de ruta, montaña, ciclocrós y grava; en las que ha sido campeón mundial en ruta, campeón mundial en grava y siete veces campeón mundial de ciclocrós. Corre para el equipo belga Alpecin-Deceuninck.

## Trayectoria
Es nieto del ciclista Raymond Poulidor; su padre es Adrie van der Poel, campeón mundial de ciclocrós y ganador de dos etapas del Tour de Francia. Su hermano David también es ciclista profesional.
Sus mayores éxitos los ha conseguido en ciclocrós, ganando nueve medallas en el Campeonato Mundial de Ciclocrós, entre los años 2015 y 2025, y cuatro medallas en el Campeonato Europeo de Ciclocrós, además de conseguir numerosas victorias en la Copa del Mundo desde la temporada 2013-2014.
En carretera ganó dos medallas en el Campeonato Mundial de Ciclismo en Ruta: en el año 2023, medalla de oro y en 2024, medalla de bronce, y una medalla de plata en el Campeonato Europeo de Ciclismo en Ruta de 2018. Además, ha obtenido triunfos en las siguientes competiciones: en los monumentos Milán-San Remo (2023, 2025), Tour de Flandes (2020, 2022 y 2024) y París-Roubaix (2023, 2024 y 2025); en las clásicas Amstel Gold Race (2019), A Través de Flandes (2019 y 2022), Flecha Brabanzona (2019), Strade Bianche (2021), E3 Saxo Classic (2024 y 2025), el Gran Premio de Valonia (2022), la Clásica Súper 8 (2023), que fue su primer triunfo portando el arcoíris de campeón del mundo y la victoria número 50 de su palmarés en carretera, y la clásica Le Samyn (2025). En las vueltas menores, campeón del BinckBank Tour (2020) más la quinta y última facción en la que se impuso en solitario en Geraardsbergen, Vuelta a Gran Bretaña (2019) y campeón de la Vuelta a Bélgica (2023), incluyendo la victoria de la etapa cuatro.

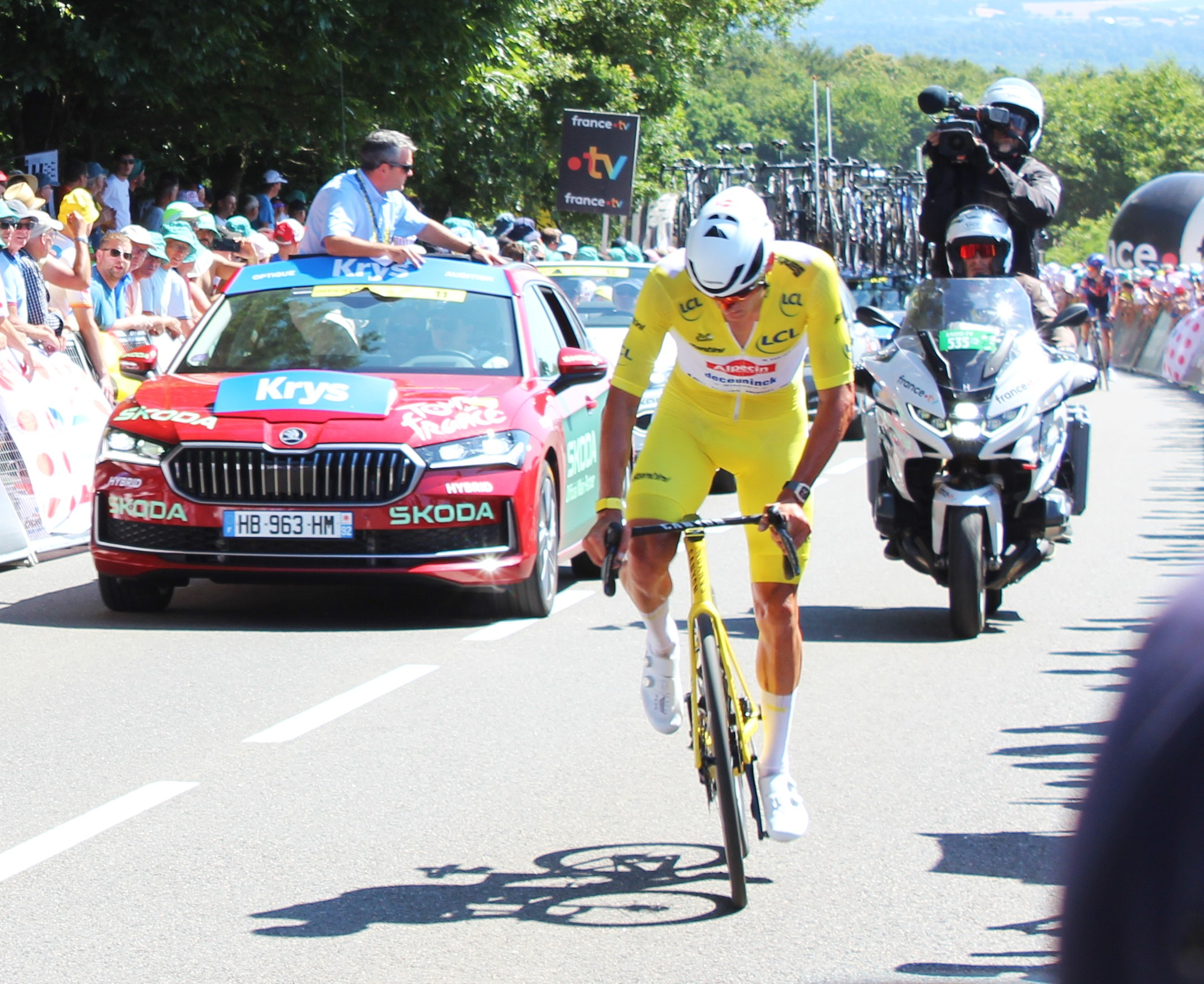
TDF25-E07-19 van der Poel

En las Grandes Vueltas obtuvo dos victorias de etapa en el Tour de Francia: en su debut en 2021, en la segunda fracción con llegada en el Mûr-de-Bretagne, asumiendo además el liderato de la general y adueñándose de la camiseta amarilla; en el 2025, la segunda etapa con final al esprint en Boulogne-sur-Mer, resultado que le permitió vestirse con el maillot amarillo del líder. Una victoria en el Giro de Italia (2022), al imponerse en el accidentado esprint de la etapa inicial con llegada en Visegrád; se adueñó de la primera Maglia Rosa y fue el primer líder de la competencia.
Ganó una medalla de bronce en el Campeonato Mundial de Ciclismo de Montaña de 2018 y una medalla de oro en el Campeonato Europeo de Ciclismo de Montaña de 2019, ambas en la prueba de campo a través. Además, obtuvo dos medallas en el Campeonato Mundial de Ciclismo en Grava, en los años 2022 y 2024.
Participó en los Juegos Olímpicos de Tokio 2020, en la prueba de montaña de campo a través, pero no pudo terminar la carrera por una caída, y en París 2024 acabó decimosegundo en la prueba de ruta.
Fue nombrado «Deportista masculino del año» por el Comité Olímpico Neerlandés en 2019 y 2023. Ganó el Trofeo Eddy Merckx en 2023.

## Medallero internacional
| Campeonato Mundial | Campeonato Mundial    | Campeonato Mundial | Campeonato Mundial |
| Año                | Lugar                 | Medalla            | Competición        |
| ------------------ | --------------------- | ------------------ | ------------------ |
| 2023               | Glasgow (Reino Unido) | Medalla de oro     | Ruta               |
| 2024               | Zúrich (Suiza)        | Medalla de bronce  | Ruta               |
| Campeonato Europeo |                       |                    |                    |
| Año                | Lugar                 | Medalla            | Competición        |
| 2018               | Glasgow (Reino Unido) | Medalla de plata   | Ruta               |

| Campeonato Mundial | Campeonato Mundial              | Campeonato Mundial | Campeonato Mundial |
| Año                | Lugar                           | Medalla            | Competición        |
| ------------------ | ------------------------------- | ------------------ | ------------------ |
| 2015               | Tábor (República Checa)         | Medalla de oro     | Individual         |
| 2017               | Bieles (Luxemburgo)             | Medalla de plata   | Individual         |
| 2018               | Valkenburg (Países Bajos)       | Medalla de bronce  | Individual         |
| 2019               | Bogense (Dinamarca)             | Medalla de oro     | Individual         |
| 2020               | Dübendorf (Suiza)               | Medalla de oro     | Individual         |
| 2021               | Ostende (Bélgica)               | Medalla de oro     | Individual         |
| 2023               | Hoogerheide (Países Bajos)      | Medalla de oro     | Individual         |
| 2024               | Tábor (República Checa)         | Medalla de oro     | Individual         |
| 2025               | Liévin (Francia)                | Medalla de oro     | Individual         |
| Campeonato Europeo |                                 |                    |                    |
| Año                | Lugar                           | Medalla            | Competición        |
| 2016               | Pontchâteau (Francia)           | Medalla de plata   | Individual         |
| 2017               | Tábor (República Checa)         | Medalla de oro     | Individual         |
| 2018               | ’s-Hertogenbosch (Países Bajos) | Medalla de oro     | Individual         |
| 2019               | Silvelle (Italia)               | Medalla de oro     | Individual         |

| Campeonato Mundial | Campeonato Mundial     | Campeonato Mundial | Campeonato Mundial |
| Año                | Lugar                  | Medalla            | Competición        |
| ------------------ | ---------------------- | ------------------ | ------------------ |
| 2018               | Lenzerheide (Suiza)    | Medalla de bronce  | Campo a través     |
| Campeonato Europeo |                        |                    |                    |
| Año                | Lugar                  | Medalla            | Competición        |
| 2019               | Brno (República Checa) | Medalla de oro     | Campo a través     |

| Campeonato Mundial | Campeonato Mundial          | Campeonato Mundial | Campeonato Mundial |
| Año                | Lugar                       | Medalla            | Competición        |
| ------------------ | --------------------------- | ------------------ | ------------------ |
| 2022               | Véneto (Italia)             | Medalla de bronce  | Individual         |
| 2024               | Brabante Flamenco (Bélgica) | Medalla de oro     | Individual         |

## Palmarés
–Fuente: procyclingstats.com